# Листер (река)
Листер (нем. Lister) — река в Германии, протекает по земле Северный Рейн-Вестфалия. Площадь бассейна реки составляет 56,7 км². Длина реки — 19 км.
Начинается к северо-востоку от города Майнерцхаген на высоте 555 метров над уровнем моря. Течёт сначала на юг на протяжении 3 км, затем поворачивает на восток, течёт в это направлении ещё 6 километров. Далее протекает в общем юго-восточном направлении. Впадает в водохранилище на реке Бигге на высоте 310 метров над уровнем моря.
Основные притоки — Херпель (пр, в 3,7 км от устья), Бирке (лв, в 4,7 км от устья), Хемхебах (лв, в 6,5 км от устья), Крумменау (пр, в 7,5 км от устья), Хемхе (лв, в 12,5 км от устья), Эббе (лв, в 13 км от устья), Раупгер-Бах (лв, в 13,3 км от устья). Из притоков только Крумменау длиннее 5 км.
На реке стоят деревни Листерхаммер, Бреддерсхауз, Листерхоф, Крумменерль, Бёрлингхаузен, Хунсвинхель.